# Свет-Знание
Свет-Зна́ние — деревня в Кильмезском районе Кировской области в составе Малокильмезского сельского поселения.

## География
Расположена на расстоянии примерно 4 км по прямой на юго-запад от райцентра поселка Кильмезь.

## История
Известна с 1939, в 1950 хозяйств 25 и жителей 84, в 1989 году 54 жителей .

## Население
Постоянное население составляло 39 человек (мари 95%) в 2002 году, 31 в 2010.